# Psykologisk reaktans
Psykologisk reaktans (efter engelskans psychological reactance) är ett psykologisk fenomen som handlar om beteende under hot. Begreppet syftar på den situation som uppstår när någon blir tillsagd att upphöra eller förändra ett beteende och denna begränsning leder till ett ytterligare förstärkt intresse för beteendet.

## Funktion
Psykologin bakom fenomenet psykologisk reaktans är att människor inte tycker om att bli begränsade och förmanade; begränsande förmaningar kan ha motsatt effekt. I den moderna kulturen florerar förmaningar om att inte äta kött, sluta röka, inte flyga, inte shoppa, inte använda fossila bränslen, inte slänga mat, inte skrolla på mobilen i "onödan", undvika stillasittande och sluta åka på långväga semesterresor. Allt för många samhälleliga förmaningar kan uppfattas som moraliska påhopp och sådana strikta påbud blir i längden svåra att efterleva. Ett annat modernt exempel är närståendes förmaningar att sluta konsumera pornografi utan en förtroendefull och öppen diskussion.
Dessa förmaningar kan uppfattas som hot, antingen personliga (läraren ber eleven att studera), opersonliga (stormen hindrar mig från min vandring) eller självpåtagna (för- eller nackdelar när ett beslut ska fattas).

## Historia
Begreppet psykologisk reaktans (på engelska som psychological reactance) myntades 1972 av den amerikanske psykologen Jack W. Brehm (1928–2009). Hans teori har fem huvudsakliga punkter:
- Människor vägrar automatiskt lyssna och bygger upp ett motstånd när någon ger ett alternativ som de själva inte kan påverka.
- Begränsning av någons frihet kan ge motsatt effekt, att friheten återställs genom att det "förbjudna" alternativet väljs.
- Effekten inträder när du går för fort fram,
- … när du går i en annan riktning,
- … när du använder metoder utan anpassning till mogenheten hos den du vill påverka.

Begreppet psykologisk reaktans har också aktualiserats i samband med senare års diskussioner kring desinformation i massmedierna. Som ett exempel från en amerikansk kontext framgår att 32 procent av de nyheter som republikanska politiker spred i sociala medier under det första halvåret 2022 kunde härledas till icke-tillförlitliga källor; motsvarande andel för demokratiska kandidater var då två procent. Att bekämpa denna spridning av "fejknyheter" är inte alltid lätt, på grund just av folks inbyggda motstånd mot att bli förmanade.